# Стадион Јусејн Болт
Стадион Јусејн Болт (енгл. Usain Bolt Sports Complex) је спортски стадион у Кејвхил кампусу Универзитета Западне Индије на Барбадосу који има стазе са сертификатом ИААФ и фудбалског терена са сертификатом ФИФА. Комплекс се састоји од стазе Рајан Братхвејт, трибина Обаделе Томпсон и трибина Кирани Џејмс, све названи по истакнутим карипским спортистима.
Именовање спортског комплекса критиковали су неки са Барбадоса јер је добио име по јамајчанском спортисти, Јусеину Болту уместо по спортисти са Барбадоса. Директор универзитета, Хилари Беклс, рекао је да именовање нема намеру да маргинализује спортисте Барбадоса и да је та одлука требало да буде потез којим се „прославе сви Западни Индијци“. Он је такође додао да универзитет није само Барбадос, те да „дебата о Барбадском, Јамајчанском или Тринидадском“ није требало покретати.